# Arthur Klengel

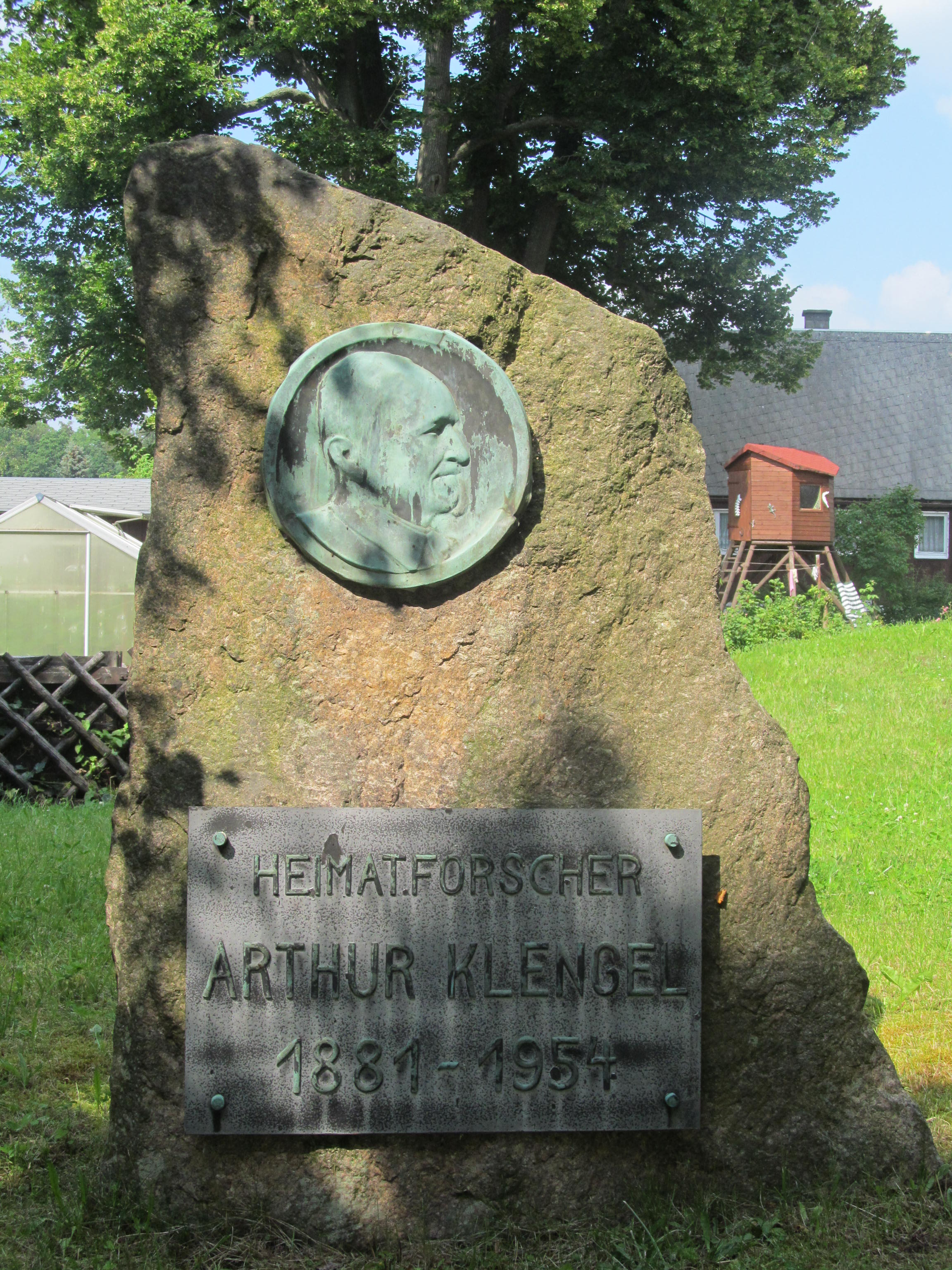
Gedenkstein Arthur Klengel in Bärenstein (Altenberg)

Arthur Klengel (* 23. August 1881 in Bärenstein; † 31. Mai 1954 in Meißen) war ein deutscher Heimatforscher.

## Leben und Wirken
Er war der Sohn eines Bauern. Nach dem Besuch der Volksschule ging er auf die Deutsche Verkehrs-Oberrealschule nach Altenberg. Danach war er bei der Deutschen Reichsbahn als Eisenbahn-Oberinspektor beschäftigt. In seiner Freizeit befasste er sich mit Heimatgeschichte und Vogelkunde und wurde einer der bekanntesten Heimatforscher Meißens. Außerdem wurde er durch das Sammeln von Sagen aus seiner Heimat, dem Osterzgebirge, bekannt. Sein erstmals 1938 erschienenes Sagenbuch gehört zu den heimatkundlichen Standardwerken des Osterzgebirges.
In Bärenstein (Altenberg) ist der Arthur Klengel-Weg nach ihm benannt.
1956 existierte der Arthur-Klengel Park in Bärenstein.

## Schriften (Auswahl)
- Meißen. In: Hausbücher für Sachsen. 2. Jg., Heft 1 (Januar 1921), S. 8–12.
- Gauernitz. In: Mitteilungen des Landesvereins Sächsischer Heimatschutz 10 (1921), S. 44–53.
- Gasthof zum Sächsischen Reiter, Zinnwald in Sachsen, Erzgebirge. Kuntzsch, Altenberg [1929].
- Meißner Heimat. 1932.
- Sagenbuch des östlichen Erzgebirges. 1938.
- Ausflüge in Meißens nähere Umgebung. In: Meißen. Ein Wegweiser durch die tausendjährige Stadt. Meißen (1959), S. 67 ff.
- Die sächsischen Wehrkirchen. In: Vereinigung zur Erhaltung Deutscher Burgen [Hrsg.], Der Burgwart: Mitteilungsbl. d. Deutschen Burgenvereinigung e.V. zum Schutze Historischer Wehrbauten, Schlösser und Wohnbauten[5]